# Potanthus pava
Potanthus pava, tiếng Anh thường gọi là Pava Dart, là một loài bướm thuộc họ Bướm nhảy. Chúng được tìm thấy ở phía nam Ấn Độ, trung tâm của Trung Quốc, Đài Loan, Malaysia, Phlippines và đảo Sulawesi của Indonesia.